# Аполлон Хёне
Аполлон Хёне (лат. Parnassius hoenei) — дневная бабочка семейства Парусники (Papilionidae). Ряд учёных склонны считать его подвидом аполлона Штубендорфа.

## Описание
Длина переднего крыла 28—31 мм. Размах крыльев 50—65 мм. Окраска крыльев белая или слегка желтоватая. Чёрные жилки чёткие, какие-либо пятна отсутствуют. Внешне сходен с аполлоном Штубендорфа, надёжно можно отличить по гениталиям самца при взгляде сбоку: ункус резко сужен к средней части.

## Ареал
Известен только с северных японских островов, Сахалина, Южных и Малых Курил.